# Modicogryllus frontalis
Modicogryllus frontalis är en insektsart som först beskrevs av Franz Xaver Fieber 1844.  Modicogryllus frontalis ingår i släktet Modicogryllus och familjen syrsor. Inga underarter finns listade i Catalogue of Life.